# Védrines-Saint-Loup
Védrines-Saint-Loup település Franciaországban, Cantal megyében. Lakosainak száma 120 fő (2022. január 1.). Védrines-Saint-Loup Clavières, Montchamp, Ruynes-en-Margeride, Soulages, Vabres és Chastel községekkel határos.

## Népesség
A település népessége az elmúlt években az alábbi módon változott:
| Lakosok száma | 305  | 217  | 184  | 150  | 137  | 138  | 141  | 141  | 134  | 120  |
|               | 1968 | 1982 | 1990 | 2006 | 2013 | 2015 | 2017 | 2019 | 2020 | 2022 |